# Ouvrage de l'Ancien-Camp
L'ouvrage de l'Ancien-Camp, appelé aussi l'abri de l'Ancien-Camp, est une fortification faisant partie de la ligne Maginot, située sur la commune de Val d'Oronaye, dans le département des Alpes-de-Haute-Provence.
Il s'agit d'un abri construit à partir de 1931 pour abriter une section de fantassins. En surface, il est composé de deux blocs d’entrée. Considéré comme non-prioritaire, il a été construit par la main-d'œuvre militaire pour faire des économies.

## Description
L'abri est construit sur l'ubac de la vallée de l'Ubayette, à 1 892 mètres d'altitude (le fond de vallée est à 1 450 m), 700 mètres à l'ouest et en aval du gros ouvrage de Roche-la-Croix, juste au sud de la recette supérieure de son téléphérique. Les deux blocs d'entrée sont au bord de la route menant au gros ouvrage.

### Position sur la ligne
Dans les Alpes, les fortifications françaises barrent les différents axes permettant de franchir la frontière franco-italienne et d'entrer en France. Ces défenses contrôlent les principales vallées, formant le plus souvent deux lignes successives : d'abord la ligne des avant-postes, ensuite la « ligne principale de défense ». Cette dernière s'appuie sur de gros ouvrages bétonnés.
Dans le cas de la vallée de l'Ubayette, permettant de descendre du col de Larche, le barrage (appelé le « barrage de Larche ») se situe à hauteur de Meyronnes (c'est le « quartier Meyronnes », une subdivision du secteur fortifié du Dauphiné), composée de trois ouvrages : le gros ouvrage de Roche-la-Croix sur l'ubac, le petit ouvrage de Saint-Ours Bas en fond de vallée, et le gros ouvrage de Saint-Ours Haut sur l'adret. L'ensemble est précédé en amont par l'avant-poste de Larche soutenu par les vieilles batteries de Viraysse et de Mallemort, et renforcé légèrement en aval par trois abris : les ouvrages de l'Ancien-Camp, de Fontvive Nord-Ouest et de Saint-Ours Nord-Est.

### Blocs et souterrains
L'ouvrage est un abri-caverne, avec en surface deux blocs d'entrée, sur le même versant regardant vers l'ouest (elles sont donc défilés aux tirs venant de l'amont). Comme tous les autres ouvrages de la ligne Maginot, celui de l'Ancien-Camp est conçu pour résister à un bombardement d'obus de gros calibre. Les organes de soutien sont donc aménagés en souterrain, creusés sous plusieurs mètres de roche, tandis que les entrées, dispersés en surface sous forme de blocs, sont protégés par d'épais cuirassements en acier et des couches de béton armé. Le niveau de protection se limite au no 1, soit une dalle d'un mètre et demie d'épaisseur de béton, ainsi que des murs d'1,70 m (pour ceux qui sont exposés), soit de quoi résister à un bombardement allant jusqu'aux obus de 160 mm.
Ces deux éléments de surface donnent sur deux galeries taillées dans la roche et reliées par une galerie souterraine de 25 mètres de long et de 2,5 m de large, servant de caserne et de protection (en cas de bombardement) à une section d'infanterie. Cette caserne était équipée de chambrées avec des lits métalliques, d'une cuisine à charbon, d'un système de chauffage et de ventilation, d'un poste téléphonique, des lavabos, des latrines, un poste de secours, deux groupes électrogènes (composés chacun d'un moteur Diesel SMIM SR 14 monocylindre fournissant 12 ch couplé à un alternateur), de stocks de munitions et de nourriture, ainsi que de réservoirs d'eau et de gazole (de quoi tenir trois mois).
Le bloc 1 est l'entrée nord-est de l'ouvrage ; le bloc 2 est l'entrée sud-ouest. Ils sont composés d'une simple façade en béton armé de deux mètres d'épaisseur, avec une porte blindée étanche. Les gaz de l'usine sont évacués par une cheminée de 7,5 mètres.

## Histoire
La construction d'un abri au lieu-dit « l'Ancien-Camp de Roche-la-Croix » est prévu dès les projets de 1929, mais le manque de financement oblige à faire des choix quant aux priorités : dans le sous-secteur de l'Ubaye, les gros ouvrages sont prioritaires, mais pas l'abri de l'Ancien-Camp. Pour pouvoir le construire malgré tout, la Commission d'organisation des régions fortifiées fait appel à la main-d'œuvre militaire (la MOM) et non à des sociétés privées. En 1936, le coût de l'ouvrage est estimé à 190 200 francs (valeur de décembre 1936).
L'ouvrage a été utilisé comme abri pour une section du 83e bataillon alpin de forteresse d'août 1939 (date du début de la mobilisation) jusqu'à la fin juin 1940 (après l'entrée en application de l'armistice franco-italien). L'abri est ensuite évacué par son équipage, car la partie alpine de la ligne Maginot se trouvait intégralement dans la zone démilitarisée en avant de la petite zone d'occupation italienne. En novembre 1942, l'occupation italienne s'étend jusqu'au Rhône (invasion de la zone libre), puis le 8 septembre 1943 les troupes allemandes remplacent celles italiennes (conséquence de l'armistice de Cassibile).
L'Armée a déclassé l'ouvrage au début des années 1960, en a retiré l'équipement, puis a vendu l'ouvrage à un particulier.